# Aston Villa Football Club 1981-1982
Questa voce raccoglie le informazioni riguardanti l'Aston Villa Football Club nelle competizioni ufficiali della stagione 1981-1982. 

## Stagione
In campionato l'Aston Villa, pur presentandosi con una formazione titolare sostanzialmente immutata rispetto a quella detentrice del titolo, si arenò a metà classifica; il 9 febbraio 1982 l'allenatore Ron Saunders rassegnò le dimissioni in favore del suo vice Tony Barton, il quale traghettò i Villans a un deludente undicesimo posto finale.
La squadra fu verosimilmente distratta dal contemporaneo impegno in Coppa dei Campioni dove, al contrario, fu protagonista di un cammino trionfale: dopo aver eliminato, nell'ordine, il Valur, la BFC Dynamo, la Dinamo Kiev e l'Anderlecht, l'undici di Birmingham approdò in finale contro il Bayern Monaco, laureandosi infine campione d'Europa battendo i tedeschi d'Occidente per 1-0 grazie a un gol dell'attaccante Peter Withe.

## Maglie e sponsor
Lo sponsor tecnico per la stagione 1981-1982 è Le Coq Sportif
| Casa | Trasferta |  |

## Rosa
| N. |                        | Ruolo | Calciatore     |
| -- | ---------------------- | ----- | -------------- |
|    | Inghilterra (bandiera) | P     | Jimmy Rimmer   |
|    | Inghilterra (bandiera) | P     | Nigel Spink    |
|    | Irlanda (bandiera)     | D     | Eamonn Deacy   |
|    | Scozia (bandiera)      | D     | Allan Evans    |
|    | Inghilterra (bandiera) | D     | Colin Gibson   |
|    | Inghilterra (bandiera) | D     | Pat Heard      |
|    | Inghilterra (bandiera) | D     | Mark Jones     |
|    | Scozia (bandiera)      | D     | Ken McNaught   |
|    | Inghilterra (bandiera) | D     | Brendan Ormsby |
|    | Inghilterra (bandiera) | D     | Kenny Swain    |
|    | Inghilterra (bandiera) | D     | Gary Williams  |
|    | Inghilterra (bandiera) | C     | Paul Birch     |

| N. |                        | Ruolo | Calciatore                 |
| -- | ---------------------- | ----- | -------------------------- |
|    | Inghilterra (bandiera) | C     | Andy Blair                 |
|    | Scozia (bandiera)      | C     | Des Bremner                |
|    | Inghilterra (bandiera) | C     | Terry Bullivant            |
|    | Inghilterra (bandiera) | C     | Gordon Cowans              |
|    | Inghilterra (bandiera) | C     | Ivor Linton                |
|    | Inghilterra (bandiera) | C     | Tony Morley                |
|    | Inghilterra (bandiera) | C     | Dennis Mortimer (capitano) |
|    | Inghilterra (bandiera) | C     | Mark Walters               |
|    | Irlanda (bandiera)     | A     | Terry Donovan              |
|    | Inghilterra (bandiera) | A     | David Geddis               |
|    | Inghilterra (bandiera) | A     | Gary Shaw                  |
|    | Inghilterra (bandiera) | A     | Peter Withe                |

## Risultati

### Charity Shield
| Arbitro: | Grey |

|               |           |               |
| Withe 30’ 50’ | Marcatori | 43’ 47’ Falco |

### Coppa dei Campioni
| Arbitro: | Konrath |

|           |           |  |
| Withe 67’ | Marcatori |  |